# Норра Рёрум
Норра Рёрум (швед. Norra Rörum) — населённый пункт, имеющий статус городского района (tätort) на юге Швеции. Входит в состав коммуны Хёэр лена Сконе.

## География
Населённый пункт расположен в 12 км (по автодороге) к северо-западу от центра коммуны, города Хёэр. Рядом находится природоохранная зона Хуннакурран.

## Население
Согласно данным переписи 2020 года, в населённом пункте проживало 230 человек.
| 1960 | 1965 | 1990 | 2000 | 2005 | 2010 | 2015 | 2020 |
| ---- | ---- | ---- | ---- | ---- | ---- | ---- | ---- |
| 233  | 238  | 200  | 213  | 203  | 204  | 210  | 230  |

## Достопримечательности
В населённом пункте находится лютеранская церковь (12 век) с колокольней (18 век).